# Le Temple d'or
Pour le monument, voir Temple d'Or.
Pour plus de détails, voir Fiche technique et Distribution.
Le Temple d'or (Firewalker) est un film américain réalisé par J. Lee Thompson, sorti en 1986.

## Synopsis
Deux aventuriers, Max Donigan et Leo Porter, sont engagés par Patricia Goodwyn, une séduisante jeune femme qui a besoin de leur aide pour retrouver un trésor aztèque…  

## Fiche technique
- Titre original : Firewalker
- Réalisation : J. Lee Thompson
- Pays d'origine : États-Unis
- Genre : comédie - aventure
- Durée : 96 minutes
- Date de sortie française : 4 février 1987
- Disponible en DVD.

## Distribution
- Chuck Norris (VF : Bernard Tiphaine) : Max Donigan
- Louis Gossett Jr. (VF : Robert Liensol) : Leo Porter
- Melody Anderson (VF : Isabelle Ganz) : Patricia Goodwin
- Will Sampson (VF : Henry Djanik) : Grand aigle
- Sonny Landham (VF : Daniel Kamwa) : Coyote
- John Rhys-Davies (VF : Georges Atlas) : Corky Taylor